# Thomas Ford (ministro)
Thomas Ford (Brixton, 1598 – Exmouth, 1674) è stato un teologo e religioso inglese, di posizione nonconformista, partecipò nel 1643 all'Assemblea di Westminster.

## Biografia
Nacque a Brixton, Devonshire nel 1598; nella Pasqua del 1619, entrò come studente al Magdalen College di Oxford dove conseguì il titolo di Bachelor of Arts il 22 febbraio 1624, e quello di Master of Arts il 1º giugno 1627. Dopo aver preso gli ordini come ministro della fede iniziò a manifestare pubblicamente le sue simpatie puritane, cosa che gli costò una continua vessazione e persecuzione da parte dell'arcivescovo di Canterbury William Laud, uno dei principali sostenitori della politica ecclesiastica di re Carlo I, favorevole all'episcopalismo.
L'allora Rettore del Magdalen College, Accepted Frewen, anch'egli fervente sostenitore della dottrina puritana, decise di convertire il tavolo del refettorio in un altare suscitando le ire degli altri predicatori. In segno di appoggio a questa iniziativa, Ford decise di recitare un sermone su 2 Tessalonicesi il 12 giugno 1631, offrendo alcune riflessioni sull'Eucaristia come un sacrificio, innalzando altari invece di tavole e inchinandosi a essi. Questo sermone suscitò le ire dei religiosi fedeli all'Arcivescovo Laud, e come conseguenza il vice-Cancelliere dell'Università di Oxford, William Smyth, convocò Ford chiedendogli una copia del sermone e Ford rispose che l'avrebbe fatto se la richiesta fosse stata fatta "seguendo lo Statuto", e non cedette alla richiesta nemmeno dietro la minaccia di essere sottoposto ad arresto. Il rifiuto di consegnare una copia del suo sermone provocò una lunga serie di vessazioni sia da parte del vice-Cancelliere sia di altri seguaci dell'arcivescovo Laud. Dopo inutili perquisizioni nello studio di Ford alla ricerca di documenti compromettenti, dopo ulteriori minacce di arresto e l'imposizione di un giuramento che avrebbe dovuto costringere Ford a rispondere a qualsiasi quesito riguardante il suo sermone, Il 23 agosto 1631 lo stesso arcivescovo Laud presentò formalmente il problema allo stesso re Carlo I, presso Woodstock nell'Oxfordshire.
Convocato dal sovrano per rendere conto della sua professione puritana, Ford rimase saldo nella sua posizione, suscitando la reazione di Carlo I che lo condannò ad abbandonare il suo ruolo accademico entro quattro giorni. La sua popolarità tra gli studenti era tale che venne accompagnato fino all'uscita della città in segno di saluto. Successivamente Ford ricevette l'invito dai magistrati di Plymouth di diventare lettore presso di loro, ma appena ricevuta la notizia, l'arcivescovo Laud si procurò delle lettere di pugno del sovrano che intimava ai notabili di Plymouth di non procedere a quella nomina e non contraddire il volere del re. Una seconda lettera venne inviata da Laud al vescovo di Exeter Joseph Hall, affinché non consentisse a Ford di assumere quell'incarico.
Consapevole di essere vittima di una pesante persecuzione che non gli avrebbe consentito di ricoprire alcun incarico in Inghilterra, Ford colse l'opportunità di fuggire all'estero come cappellano militare al seguito di un reggimento inglese sotto il comando del colonnello George Fleetwood, al servizio di Gustavo Adolfo di Svezia nella guerra dei trent'anni. Giunto in Germania rimase acquartierato per diverso tempo prima nella guarnigione di Stöde e poi in quella di Elbląg. Nonostante avesse ricevuto l'offerta da parte dei mercanti inglesi ad Amburgo di diventare loro ministro della fede con una retta più che dignitosa, Ford, probabilmente stanco di peregrinare esule in terra straniera, decise di fare ritorno in patria, e il 18 ottobre 1637 divenne parroco della parrocchia di Ognissanti di Aldwincle, Northamptonshire, grazie anche all'interesse del notabile del luogo, il politico Miles Fleetwood, della stessa casata del colonnello George Fletwood.
Nel 1642, allo scoppio della prima guerra civile inglese, Ford dopo un breve soggiorno a Exeter, si ritirò a Londra, dove divenne ministro per la chiesa di St Faith under St Paul's, e nel 1644, a causa della morte di Oliver Bowles, uno dei partecipanti all'Assemblea di Westminster, fu chiamato a sostituirlo.
In conseguenza dell'Atto di uniformità del 1662 fu prima costretto a non poter più predicare in pubblico e successivamente a trasferirsi a Exmouth, dove condusse vita ritirata. Morì nel dicembre 1674 all'età di 76 anni e venne seppellito nella chiesa di St. Lawrence's Church a Exeter a fianco di sua moglie, Bridget Fleetwood, e alcuni dei suoi figli.

## Opere
- Singing of Psalmes the duty of Christians under the New Testament, or a vindication of that Gospel-Ordinance in V sermons upon Ephesians v. 19, Londra, 1659
- The Sinner condemned of himself: being a Plea for God against all the Ungodly, proving them alone guilty of their own destruction, Londra, 1668